# 近野信雄
近野 信雄（こんの のぶお、1899年7月23日 - 1944年3月13日）は、山形県出身の大日本帝国海軍軍人。海軍兵学校48期卒業。太平洋戦争中に護送船団を指揮するが戦死。最終階級は海軍少将。従四位勳二等。米沢海軍武官会会員。

## 生涯
1899年（明治32年）に山形県で生まれる。生家の近野家は上杉謙信所縁の一族、毘沙門天信仰。大日本帝国海軍職業軍人の家系。山形県立米沢中学を卒業後、海軍兵学校に入学し、第48期で卒業。海軍軍人としては1942年（昭和17年）頃まで駆逐艦長、戦艦副長など海上勤務が中心であったが、1944年（昭和19年）1月7日に機雷学校教頭兼研究部長となる。
1944年3月には東松2号船団の運航指揮官として前線に戻り、海軍徴用輸送船「国陽丸」に乗船。船団部隊の総指揮を執る第11水雷戦隊司令官の高間完少将の下で、輸送船12隻の統制にあたる。3月11日、八丈島西方をサイパン島に向け航行中のところ、アメリカ潜水艦「サンドランス」の攻撃を受けて「国陽丸」が沈没。この際に行方不明となり、3月27日付で戦死と認定された。同時に雷撃された軽巡洋艦「龍田」座乗の第11水雷戦隊司令部は、「龍田」が航行不能（10時間後に沈没）となったために駆逐艦「野分」に移って船団の指揮を継続したが、近野大佐は40分ほどかかった「国陽丸」沈没時に退艦しなかった。戦死後に少将。

## 年譜
- 山形県立米沢中学卒業
- 海軍兵学校48期卒業
- 1932年
  - 11月15日 - 樫駆逐艦長
  - 12月1日 - 海軍少佐
- 1933年11月15日 - 檜駆逐艦長
- 1934年2月1日 - 桃、柳駆逐艦長
- 1936年12月1日 - 沼風駆逐艦長
- 1937年12月1日 - 村雨駆逐艦長
- 1938年11月15日 - 海軍中佐
- 1940年11月15日 - 第19戦隊参謀
- 1942年6月25日 - 戦艦長門副長
- 1943年5月1日 - 海軍大佐
- 1944年
  - 1月7日 - 機雷学校教頭兼研究部長
  - 2月25日 - 対潜学校教頭兼研究部長（学校名改称に伴う変更）
  - 3月 - 東松2号船団部隊運航指揮官として海軍徴用船「国陽丸」乗船
  - 3月13日 - 戦死（3月27日認定）、海軍少将。昭和天皇より勲三等旭日中綬章を下賜
- 1968年1月27日 - 昭和天皇より勲二等旭日重光章を下賜[1]

## その他
- 墓所は神奈川県横浜市の總持寺。
- 孫は財団法人日本遺族会の近野滋之。[9]